# んまつーポス
んまつーポス（英語：namstrops）は、日本のコンテンポラリーダンスに関する活動を行う企業である。名称はスポーツマンを逆読みしたものである。
学校体育で取り扱う「創作ダンス（SOUSAKUーDANCE）」を出自とし、さまざまな「研究」を基盤として活動している。「逆さから物事を考えることで新たな価値を創造する」実践的研究を国内外で展開している。
“公立ではない公共”のコンテンポラリーダンス専用劇場の可能性を拓くことを目的に、日中は保育園の子どもたちの体育館、週末と夜はコンテンポラリーダンスを上演する劇場という二つの機能をもつ「透明体育館きらきら／国際こども・せいねん劇場みやざき」（CandYシアター）を宮崎市内にオープン（2019年3月）している。

## 概要
「んまつーポス」は、グループの名称だけではなく、内容・方法も兼ねているとしており、元宮崎大学教育学部准教授（現同大学研究・産学地域連携推進機構／客員教授）高橋るみ子（舞踊教育学）の「現代芸術的体育」と、お茶の水女子大学名誉教授松本千代栄が提出した「創作ダンスのための課題解決学習」に影響を受けている。
宮崎大学とコラボレーションし、「研究・教育」活動から生まれる表現に根源的な面白さがあるという考えのもと、ダンス、映像、インスタレーション、教材、外部機関との共同研究などを通して、新しい表現や実践に取り組む、としている。
2006年より、アート空間に 体育（からだを育む思想）を展示・上演する試み（現代芸術的体育）を日本国内外で積極的に実践する事を主旨としている。所属は、現職教員等がメンバーのダンスグループ「踊るスポーツマン」（主宰：高橋るみ子）。スポーツと芸術の境界域をそれぞれの先端と捉え、宮崎大学を拠点に『大学の知』とコラボレーションする事を主旨としている。YOKOHAMA DANCE COLLECTION ファイナリスト(『金の羽毛を持 つトカゲのためのポスター#4』)2008 、『はやくお家に帰ったら!』2011※奨励賞受賞、『Hurdle』2012)。メインメンバーは、豊福彬文（1988 -）・みのわそうへい（1986 -）・児玉孝文（1983 -）の3名。この3名は、文化庁の派遣事業の派遣芸術家（2011 - 2022）であり、メンバー全員が教員専修免許状を取得している。
んまつーポス代表は、2006年から2015年までは児玉孝文が、2016年からは豊福彬文が務めている。Teamんまつーポスのメンバーとして、樺島優子（宮崎大学教育学部講師・テキスタイルアーティスト）、高橋るみ子（振付家・舞踊教育家）、宗彩乃（踊るカメラマン）、坂元美玖（特別支援教育）、野邊麻衣子（小学校教諭・振付家）、河野貴俊（中学校教諭・振付家）、大野源喜（作曲家・演奏家）、片山敦郎（演出家・俳優）、西純之介（映像作家・振付家）等が参加している。

## 沿革
- 2006年にんまつーポスを結成。代表は、2006年から2015年までは児玉孝文が、2016年からは豊福彬文が務めている。
- 2008年にアートNPO法人MIYAZAKI C-DANCE CENTERを設立。代表理事は、2008年から2017年までは野邊壮平が、2018年から2023年は児玉孝文が、2024年から野邊壮平が務めている。
- 2016年1月に東京事務所開設（最寄駅は神楽坂駅）。2018年1月に移転（新最寄駅は神田駅）。2021年9月に移転（新最寄駅は西日暮里駅）。コロナ禍のため、一旦閉鎖。
- 2018年5月2日に一般社団法人namstropsを設立。代表理事は、高橋るみ子。
- 2019年3月1日に透明体育館きらきら／国際こども・せいねん劇場みやざき（愛称：CandY）[5]を設立。支配人は、野邊壮平が務めている。
- 2022年9月に一般社団法人namstrops[6]が宮崎大学発ベンチャー企業に認定される。[7]
- 2024年　NPO法人MIYAZAKI C-DANCE CENTERが国際交流基金地球市民賞を受賞。[8][9]

## 活動
日本では、札幌芸術の森美術館、十和田市現代美術館、荘銀タクト鶴岡、Tsuruoka Art Forum、北上市文化交流センターさくらホール、いわき芸術文化交流館アリオス、いわき市立美術館、ウイング・ウイング高岡、北アルプス文化センター、金沢21世紀美術館、富士見市民文化会館 キラリ☆ふじみ、秩父宮記念市民会館、六本木アートナイト、森美術館、神楽坂セッションハウス、横浜赤レンガ倉庫1号館、JMSアステールプラザ、gallery G、高松市美術館、MIMOCA 丸亀市猪熊弦一郎現代美術館、北九州芸術劇場福岡アジア美術館、福岡市美術館、九州産業大学美術館、大分市美術館、坂本善三美術館、熊本県立美術館、天草市民センター、霧島アートの森、宮崎県立美術館、都城市総合文化ホール、メディキット県民文化センター、宮崎市民プラザ、等で多彩に活動している。

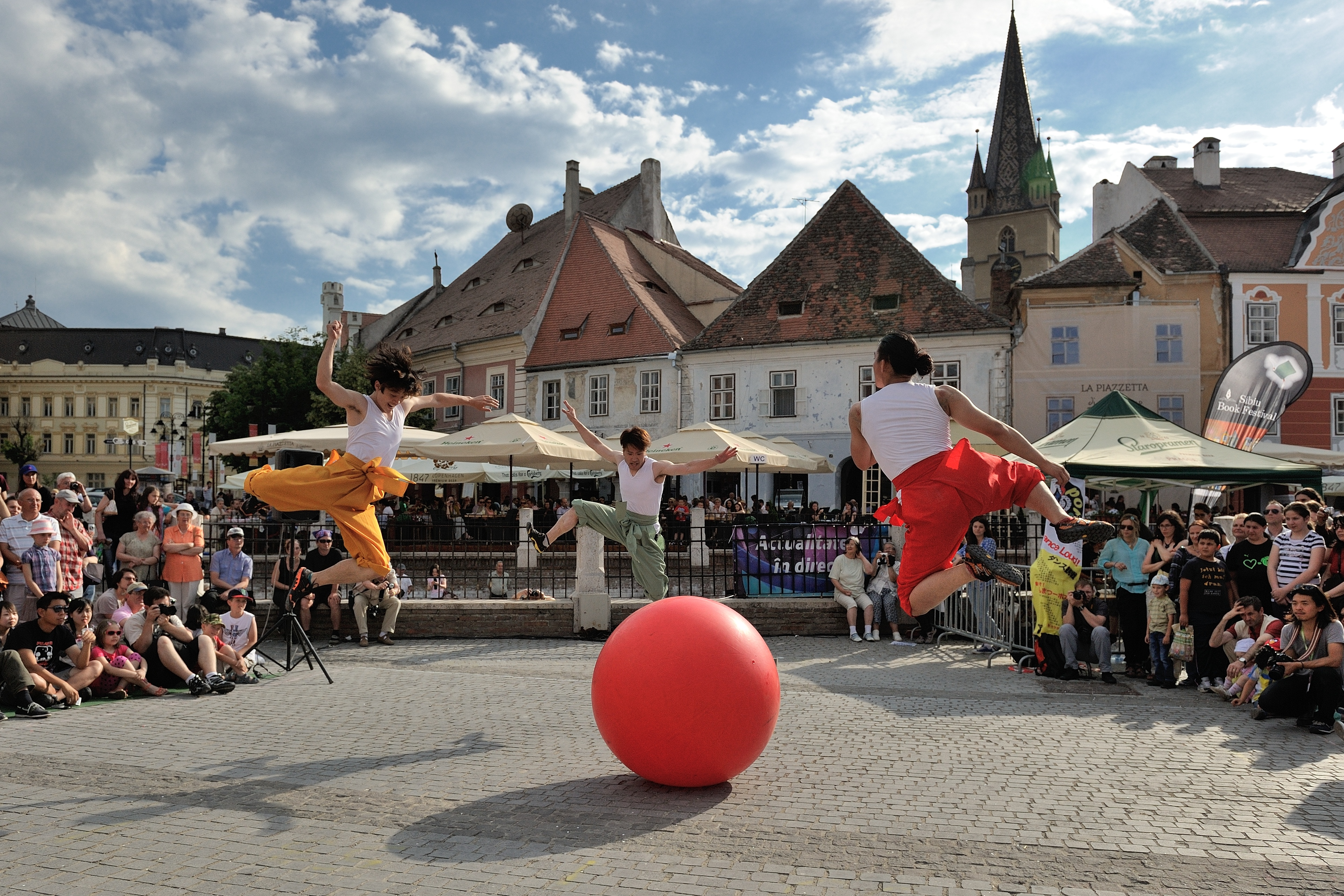
シビウ国際演劇祭 2014

日本以外では、17カ国45都市（エストニア、アメリカ、カナダ、韓国：Busan International Dance Festival、中国、香港、マカオ、ラオス、シンガポール、マレーシア、オーストラリア、イギリス、ドイツ、クロアチア、リトアニア：Japan Days in Kaunas “WA!”、ルーマニア：シビウ国際芸術祭）で作品を発表（招聘）。代表の豊福が平成26年度新進芸術家海外研修員として、ルーマニアで現代芸術的体育を紹介するレジデンス・プログラムを実施している。
- 2012年度　文部科学省「児童生徒のコミュニケーション能力の育成に資する芸術表現体験」を委託される（-2017）。

- 2014年度　文化庁「文化芸術による子供の育成事業（芸術家の派遣事業）」[59][60] NPO法人委託団体に認定される（-現在）。日本×香港　国際共同制作作品「grasshopper」2019

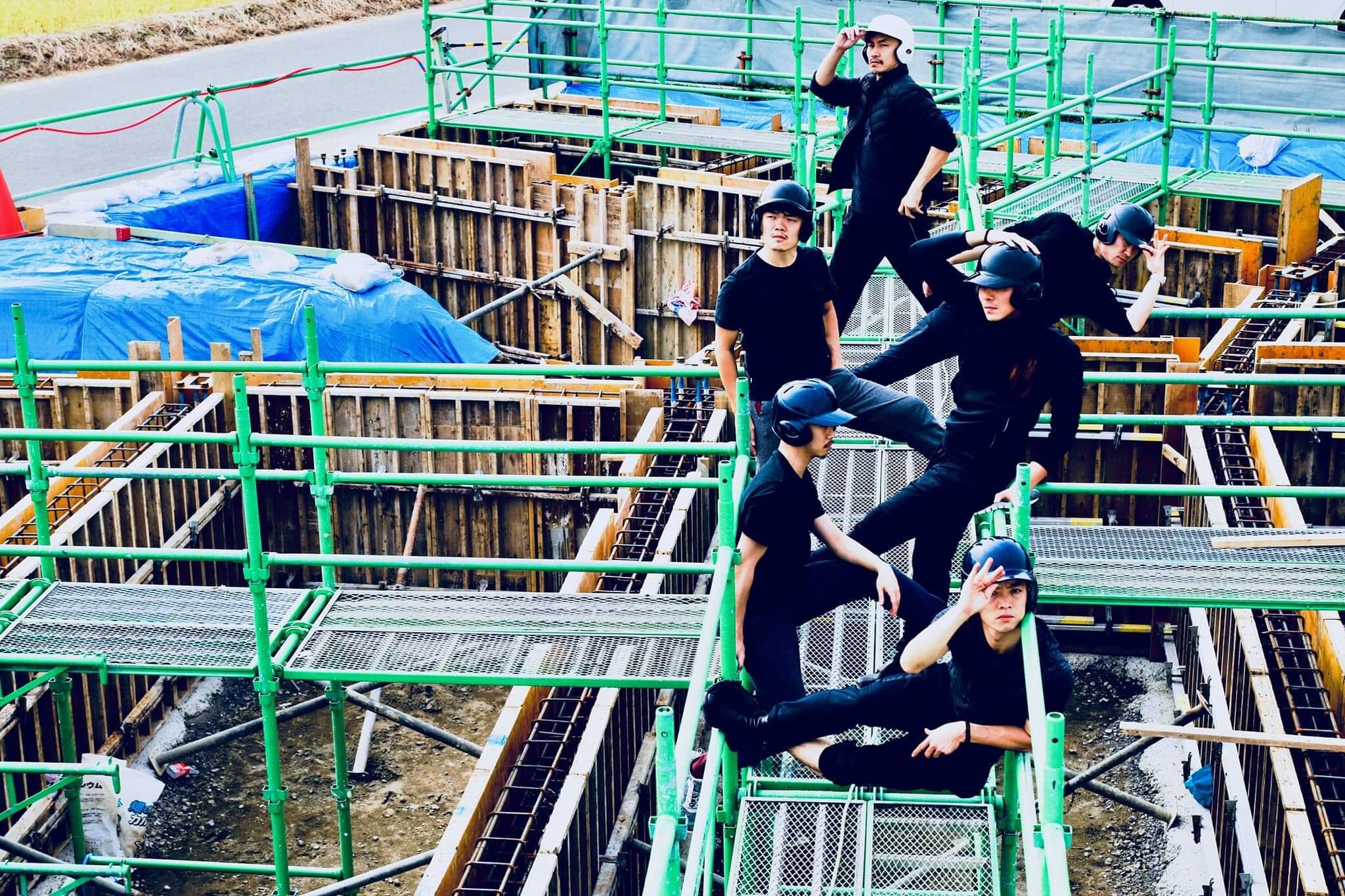
日本×香港　国際共同制作作品「grasshopper」2019

- 2015年度　国際交流基金 地域リーダー・若者交流助成プログラムとして、ルーマニアにて調査研究「芸術教育プログラムによる多文化共生の実践」を行っている[61][62]。

- 2015年度　文化庁 「国際芸術交流支援事業-海外公演事業」採択。事業名は「んまつーポス ルーマニア４都市 & ワークショップ、 共同制作」[63][64][65][66][67][68]。

- 2016年度　香港（Unlock Dancing Plaza）と国際共同制作を行っている[69][70]（-現在）。これまで『太くて低い虹　A Short, Thick Rainbow』（初演：香港／2016.12）[71]、『grasshopper』（初演：宮崎／2019.3）[72]、『空想オリンピック KU-SO Olympics』（初演：香港／2019.8）[73]を共創・上演している[74]。

- 2017年度　文部科学省「日本型教育の海外展開推進事業（EDU－Portニッポン）」応援プロジェクト採択。事業名は「身体形成と芸術体験を融合させた日本型ダンス教育『創作ダンス』の海外輸出【中華人民共和国、ルーマニア、大韓民国】」（-2019）[75][76]。

- 2018年度　文部科学省「日本型教育の海外展開推進事業（EDU－Portニッポン）」応援プロジェクト採択。事業名は「ラオスのインクルーシブ教育を推進する「表現運動」（学校体育領域）の輸出【ラオス】」（-2020）[77]。

- 2018年度　芸術文化振興基金　現代舞台芸術創造普及活動採択「こども・せいねん劇場オープン記念公演国際共同制作」[78][79]。

- 2019年度　国際交流基金　海外派遣助成事業採択「んまつーポス（舞踊）ルーマニア・ドイツ公演」[80]。

- 2019年度　文化庁「文化芸術による子供育成総合事業ーコミュニケーション能力向上事業ー＜NPO法人等提案型＞」委託（-現在）[81]。

- 2020年度　内閣官房オリンピック・パラリンピック推進本部事務局／フレフレ2020動画コンテスト映像クリエイティブ部門銀賞受賞[82]。受賞作品：「フレフレ！みやざき県」「フレフレ！2020年」“Hurray! Hurray! Miyazaki Prefecture” “Hurray! Hurray! 2020”「加油加油！宮崎縣」「加油加油！2020年」。

- 2021年度　文部科学省 令和3年度「コロナ禍を踏まえた新たな日本型教育の戦略的海外展開に関する調査研究事業（EDU-Portニッポン2.0）」採択。事業名は「日本型ダンス教育『SOUSAKU-DANCE』のオンライン海外輸出」（-2023）[83]。

- 2021年度　文化庁「地域部活動推進事業及び地域文化倶楽部（仮称）」採択[84]。

- 2021年度　文化庁「ARTS for the future!（コロナ禍を乗り越えるための文化芸術活動の充実支援事業）」採択[85][86]。

- 2022年度　文化庁「地域部活動推進事業及び地域文化倶楽部（仮称）」採択[87]。

- 2022年度　文化庁「ARTS for the future!２（コロナ禍からの文化芸術活動の再興支援事業）」採択[85][88]。

- 2023年度　文部科学省 令和5年度「日本型教育の海外展開（EDU-Portニッポン）応援プロジェクト」採択。事業名は「日本型教育「創作ダンス（SOUSAKU-DANCE）」に「鑑賞教室」（特別活動の文化的行事）をセットさせた「シン・SOUSAKU-DANCE」の海外展開事業【中国、シンガポール、韓国】」（-2025)[89][90]。豊岡演劇祭 2024 ディレクターズプログラム

豊岡演劇祭 2024 ディレクターズプログラム

- 2023年　「空はひろいな！みやざき国際ダンスフェスティバル2023」プロデュース[91]。
- 2024年　「令和6年度 宮崎市市民活動支援補助金」採択[92]。
- 2024年　「空はひろいな！みやざき国際ダンスフェスティバル2024」プロデュース[93]。
- 2024年　宮崎県観光経済交流局国際・経済交流課　令和6年度「世界とのつながり強化推進事業」採択[94]。
- 2025年　令和6年度補正 クリエイター・事業者支援事業費補助金 〜クリエイター・事業者海外展開促進（通称：JLOX+）採択[95]

## 著書
- e-book『うそうとツーポス←スポーツ逃走：競争しないとスポーツはアートになる』（一般社団法人namstrops 2021年）[96]

## メディア
- 宮崎放送「M-Magazine」の「んまつーポスのだだだだだダンス」（-2016）
- テレビ宮崎「Reらいふ」の「創作ダンスで子供たちを魅了！『んまつーポス』」（2016.6.24）[97]
- テレビ金沢「テレ金チャンネル」の「Teamんまつーポス　ほっぷ・すてっぷ&冒険じゃんぷ（金沢21世紀美術館）」（2017.5.5）[98]
- 九州電力グループpresents　宮崎放送「新 窓を開けて九州」（2017.7.9）[99][100]。
- 宮崎放送「おしえて！みやざき」〜クローズアップみやざき「NPOのおしごと」〜（2018.5.5）[101]
- 宮崎放送ニュースネクスト「体育館と劇場の機能持つ施設が完成」（2019.2.25）[102]
- テレビ宮崎スーパーニュース「親子で楽しむ！透明体育館きらきら」（2019.2.26）[103]
- 西日本新聞「“創作ダンス”を世界へ　異色集団「んまつーポス」、宮崎に拠点劇場　３月、こけら落とし公演」（2019.2.26）[104]
- 宮崎放送「西米良村で子ども国際ダンスキャンプ」（2019.8.9）[105]
- 朝日新聞「宮崎や香港の子どもたちが西米良でダンスキャンプ」（2019.8.11）[106]
- 福島民友新聞「『スパイ』ダンス！いわきＦＣ選手ら挑戦　高齢者ワークショップ」（2019.8.30）[107]
- 宮崎日日新聞「保育園体育館を劇場に　宮崎市の団体へ大臣賞」（2019.10.1）[108]
- 宮崎市広報みやざき令和元年12月号 No.914[109]
- 読売新聞「ひなた人物語 芸術と子どもの感性育む」（2019.10.27）
- テレビ西日本「美の鼓動・九州 んまつーポス　豊福彬文/みのわそうへい/児玉孝文」（2020.01.19）[110]
- NHKイブニング宮崎「「んまつーポス」が考案！おうちで寝ながらできる全力エクササイズ」（2020.4.16）[111]
- 福島民友新聞 | コロナ危機はね返す試み！文化施設活発化「文化芸術は必需品」（2020.6.1）[112]
- 美術館・アート情報 artscape | 高松市美術館コレクション＋（プラス）「身体とムービング」（2020.7.15）[113]
- internet museum | 高松市美術館コレクション＋「身体とムービング」（2020.7.23）[114]
- 美術手帖 | 高松市美術館コレクション＋（プラス）「身体とムービング」（2020.7.23）[115]
- 宮崎放送「つくろう。MY AMU〜宮崎つくり人〜」（2020.10.3）[116]
- 宮崎放送「創作ダンスでテゲバ応援」（2021.6.22）[117]
- NHKイブニング宮崎「創作ダンスでテゲバ応援」（2021.6.22）[118]
- 宮崎日日新聞「国文祭・芸文祭みやざき2020＋1開幕『迫力ダンス縦横無尽  五輪テーマに公演で魅了』」（2021.7.4）
- 新書館「ダンスマガジン2021年9月号」特別企画〜日本の美しい男たち[119]
- 新書館「ダンスマガジン2021年10月号」Review〜んまつーポス×Unlock Dancing Plaza『空想運動会』[119]
- Yokohama Dance Collection 2021 - DEC「青空ダンス オンライン『The sky is vast』」[120]
- 雑誌『地域創造』第47号　特集1　コロナの視座①～レジデンス再考[121]
- 新書館「ダンスマガジン2022年5月号」Report〜んまつーポス『たがる３』ダンス×建築×ゲーム？〜[119]
- Yokohama Dance Collection 2022「青空ダンス オンライン『The sky is dancing』」[122]
- キッズデザインマガジン「「体は命令通りに動かない」「心は命令されるとつまらない」」（2022.2.24）[123]
- 左右社「こどもと大人のためのミュージアム思考」212〜214頁（やさしい日本語プログラム「美術館でポーズ！」）[124]
- テレビ宮崎「社員の結束力に効果？ダンスで新人研修！！」[125]
- 夕刊デイリー「仮想空間体験し、創造力養う」[126]
- ひなた宮崎経済新聞「「みやざき国際ダンスフェス」開催へ　世界のコンテンポラリーダンス披露」（2023.5.25）[127]
- 宮崎放送「宮崎を『創作ダンスの聖地』に 『みやざき国際ダンスフェスティバル』が初開催」（2023.6.13）[128]
- 夕刊デイリー「ＴｈｉｓｉｓＭＥＣＥＮＡＴ２０２３〜県内で初、米良電機を認定－企業メセナ協議会」（2023.7.13）[129]
- 夕刊デイリー「振り付け考え、成果発表－延岡市立一ケ岡小学校」[130]
- キッズデザインマガジン「これからのアウトリーチを考える〜ダンスカンパニー”んまつーポス”研修プログラム〜レポート」前編[131]、後編[132]
- KIDS DESIGN AWARD 2024 応募パンフレット「キッズデザインに取り組む意義」[133]
- 宮崎日日新聞「心の内表現する力を　西都・穂北小でダンス教室」（2024.6.25）[134]
- 宮崎日日新聞「校歌に合わせて児童創作ダンス　小林・細野小」（2024.7.8）[135]
- 宮崎放送　ダンスを通した国際交流が評価　「国際交流基金地球市民賞」に宮崎市のNPO法人「MIYAZAKI C-DANCE CENTER」（2025.1.16）[136]
- 宮崎大学　宮崎県から初の受賞!! MIYAZAKI C-DANCE CENTERに国際交流基金地球市民賞（2025.1.16）[137]
- 毎日新聞　2024年度「国際交流基金地球市民賞」 受賞団体決定（2025.1.23）[138]
- prtimes　2024年度「国際交流基金地球市民賞」 受賞団体決定（2025.1.23）[139]
- 大分合同新聞「弾んで走って踊って『面白い』」（2025.1.24朝刊）[140]
- 宮崎日日新聞「国際交流基金地球市民賞」を県内で初受賞した法人の副代表　児玉孝文さん[141]
- MRT宮崎放送　創作ダンスを通した国際交流が評価　宮崎市のNPO法人「MIYAZAKI C-DANCE　CENTER」が表彰「地球市民賞」の授賞式[142]
- テレビ宮崎 「壁を超えるダンスの力」（2025.3.23）[143]
- 新書館「ダンスマガジン2025年5月号」TOPICS〜宮崎から世界で踊る〜[144]
- 文部科学省「EDU-Port Japan」プロジェクトニュース：2024年度国際交流基金地球市民賞を受賞しました！（2021年度応援プロジェクト他：特定非営利活動法人MIYAZAKI C-DANCE CENTER）[145]
- MRT宮崎放送　わけもん〜感じたものを自由に表現するコンテンポラリーダンスに挑戦[146]
- MRT宮崎放送　「宮崎国スポ・障スポ」を盛り上げよう　日向市の中学校で大会イメージソングのダンスを踊る出前授業（2025.6.23）[147]

## デザイン・アワード
- 【KIDS DESIGN AWARD 2017】第11回キッズデザイン賞の「子どもたちの創造性と未来を拓くデザイン部門」受賞[148]。受賞作品「現代芸術的体育からの復興」（応募団体名：んまつーポス（特定非営利活動法人 MIYAZAKI C-DANCE CENTER）／宮崎大学教育学部高橋るみ子研究室／いわき芸術文化交流館アリオス）。
- 【KIDS DESIGN AWARD 2018】第12回キッズデザイン賞の「子どもたちの創造性と未来を拓くデザイン部門（カテゴリー：調査研究）」受賞[149]。受賞作品『劇場に子どもたちを招き入れる新しい遠足の形「アート遠足」』（応募団体名：元宮崎大学教育学部高橋るみ子研究室／特定非営利活動法人MIYAZAKI C-DANCE CENTER／きらきらアート保育園）。
- 【KIDS DESIGN AWARD 2018】第12回キッズデザイン賞の「子どもたちの創造性と未来を拓くデザイン部門（カテゴリー：コミュニケーション）」キッズデザイン協議会会長賞 受賞[149]。受賞作品『子どものカラダとアートをつなぐプロジェクト 「カラダがよろこぶ美術館」』（応募団体名：んまつーポス（Namstrops）／特定非営利活動法人MIYAZAKI C-DANCE CENTER／元宮崎大学教育学部高橋るみ子研究室）。
- 【KIDS DESIGN AWARD 2019】第13回キッズデザイン賞の「子どもたちの創造性と未来を拓くデザイン部門（カテゴリー：コミュニケーション）」経済産業大臣賞受賞[150]。受賞作品『昼は保育園、夜と週末は劇場！透明体育館きらきら／国際こども・せいねん劇場みやざき』（応募団体名：んまつーポス／きらきらアート保育園／特定非営利活動法人MIYAZAKI C-DANCE CENTER／宮崎大学産学・地域連携センター）。
- 【KIDS DESIGN AWARD 2020】第14回キッズデザイン賞の「子どもたちの創造性と未来を拓くデザイン部門（カテゴリー：コミュニケーション）」[150]。受賞作品『子ども（ポストコロナの主役）の思考回路を逆転させるアートプロジェクトSAKASA』（応募団体名：んまつーポス／宮崎大学産学・地域連携センター＋国際連携センター／宮崎市・宮崎市教育委員会／特定非営利活動法人MIYAZAKI C-DANCE CENTER）。
- 【KIDS DESIGN AWARD 2021】第15回キッズデザイン賞の「子どもたちの創造性と未来を拓くデザイン部門（カテゴリー：コミュニケーション）」[150]。受賞作品『ゲームごっこ』（応募団体名：んまつーポス／特定非営利活動法人MIYAZAKI C-DANCE CENTER／宮崎大学産学・地域連携センター）。
- 【KIDS DESIGN AWARD 2022】第16回キッズデザイン賞の「子どもたちの創造性と未来を拓くデザイン部門（カテゴリー：コミュニケーション）」[151]。受賞作品『ホームタウンでJリーグクラブがダンスでワンダフル！』（応募団体名：んまつーポス／テゲバジャーロ宮崎／新富町／宮崎市／西都市／宮崎大学研究・産学地域連携推進機構）。
- 【KIDS DESIGN AWARD 2023】第17回キッズデザイン賞の「子どもたちの創造性と未来を拓くデザイン部門（カテゴリー：コミュニケーション）」キッズデザイン協議会会長賞 受賞[152]。受賞作品『創作ダンスで校歌を残すプロジェクト』（応募団体名：んまつーポス（Namstrops）／対馬博物館 ／ 宮崎大学発ベンチャー企業 一般社団法人namstrops）。
- 【KIDS DESIGN AWARD 2024】第18回キッズデザイン賞の「子どもたちの創造性と未来を拓くデザイン部門（カテゴリー：コミュニケーション）」受賞[153]。受賞作品『メタバースで汗をかく共創ダンスプログラム』[154]（応募団体名：んまつーポス（Namstrops）／京都市立美術工芸高等学校 ／ 宮崎県立宮崎大宮高等学文科情報科 ／ 宮崎大学発ベンチャー企業 一般社団法人namstrops）。

## 登録商標
- んまつーポス（登録第6115839号）
- アート遠足（登録第6115840号）
- 透明体育館（登録第6115838号）
- ダンス観戦（登録第6009850号）
- ごちそうアーツ（登録第6009851号）
- 踊るスポーツマン（登録第6009852号）
- SAKASA（登録第6454562号）
- e創作ダンス（登録第6601397号）